# Taxiwerbung

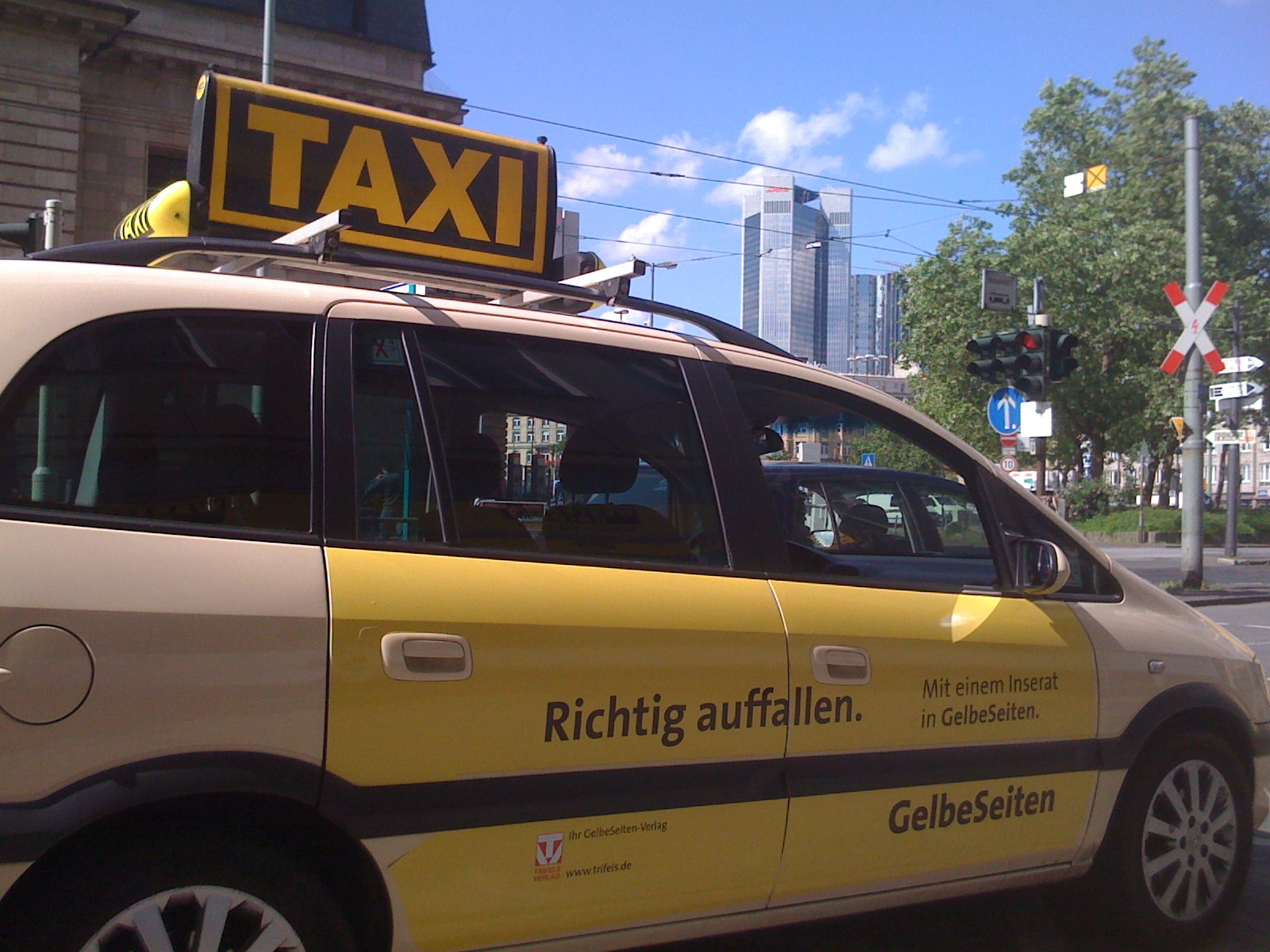
Dachwerbung und klassische Seitenwerbung

Der Begriff Taxiwerbung entstammt dem Bereich Marketing und umfasst alle Werbeformen in, auf und um Taxis. Sie gehört zur Außenwerbung (oder Out-of-home), die vielseitigen Taxi-Werbeformen können jeweils den Unterformen Transportmittelwerbung (alt.: Transportmedien, Verkehrsmittelwerbung, Mobile Außenwerbung) und Ambient Media (Werbung im Lebensumfeld der Zielgruppe) zugeordnet werden. In Deutschland sind ca. 55.000 Taxis im Einsatz, durchschnittlich 18 Stunden täglich.
Einige Taxizentralen und Taxi-Unternehmen nutzen bzw. vermarkten ihre Werbeflächen selbst. In der Regel übernehmen die Vermarktung jedoch regionale oder überregionale Anbieter und vermieten die Werbeflächen – für einzelne Taxis bis hin zu bundesweiten Kampagnen – direkt oder über Media-Agenturen an werbungtreibende Unternehmen oder Organisationen.

## Entwicklung in Deutschland
Die älteste, seit den 1970er Jahren am weitesten verbreitete Werbeform sind auf den Seitentüren angebrachte Klebe- oder Magnetfolien. Ursprünglich nur als Eigenwerbung für Taxi-Unternehmen erlaubt, werben Taxi-Seiten heute für alle Branchen sowie nicht-kommerzielle Kampagnen. Politische und religiöse Werbung auf Taxis ist laut § 26, Absatz 2 der Verordnung über den Betrieb von Kraftfahrunternehmen im Personenverkehr (BOKraft) verboten.
Etwa seit dem Jahrtausendwechsel erweitert sich die Medien-Palette für Taxis rasant und erschließen sich immer neue Einsatzmöglichkeiten. 
Am auffälligsten sind wohl die vor allem in deutschen Großstädten das Straßenbild prägenden Dachwerbeträger. Schon länger aus anderen Ländern wie den USA bekannt, sind Taxi-Dachaufbauten z. B. mit flexibel austauschbaren Einlegeplakaten seit 2001 auch in Deutschland erlaubt. 
Komplizierter ist es beim Thema Farbfreigabe zwecks Totalbranding oder Komplettfolierung, also der freien Gestaltung der gesamten Taxi-Außenfläche. Bundesweit einheitlich ist durch § 26, Absatz 1 BOKraft der Farbton ‚Hellelfenbein’ (RAL 1015) als Taxi-Farbe vorgeschrieben. Durch § 43 BOKraft sind landesspezifische Ausnahmegenehmigungen möglich, die bislang sechs Bundesländer erteilt haben (Baden-Württemberg, Niedersachsen, Rheinland-Pfalz, Saarland, Sachsen-Anhalt, Schleswig-Holstein). Alle Versuche von Taxi-Unternehmern, -Verbänden und Spezialanbietern, den Farbzwang juristisch oder politisch bundesweit zu kippen, sind bislang gescheitert. Hierbei geht es nicht nur um einträgliche und kreative Marketingmöglichkeiten, sondern auch beispielsweise um Profilbildung im regionalen Wettbewerb von Taxi-Unternehmen bzw. -Zentralen und andererseits den allgemeinen Wiedererkennungswert von Taxis.
Noch eindeutiger liegt der Fall bei der Beleuchtung der Dachwerbeträger. Das Marktpotenzial ist hier mindestens so hoch wie bei Totalbranding, da die etablierte Werbeform Dachwerbung ihre Reichweite auf die lichtarmen Tageszeiten erweitern würde. Technische Lösungen liegen auch vor, ein sechsmonatiger Feldversuch des Lichttechnischen Instituts Karlsruhe konstatierte keine messbare Beeinträchtigung des fahrenden Verkehrs, und andere Länder wie Polen, Dänemark oder den USA haben gute Erfahrungen mit beleuchteten Dachwerbeschildern gemacht. Eine Genehmigung wurde jedoch außer für besagte Untersuchung aus Baden-Württemberg in Deutschland noch nicht erteilt.

## Taxi-Werbeformen

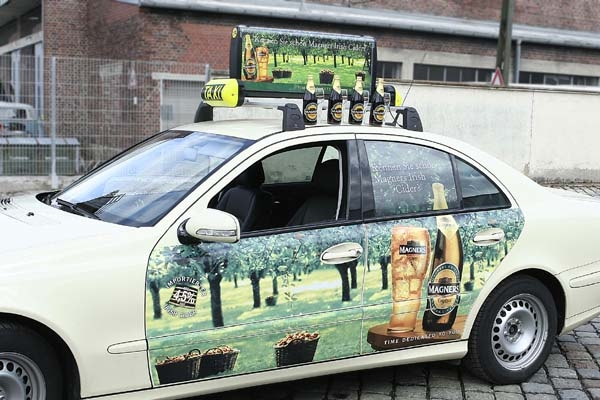
Seitentür komplett (DoorCover) plus Dachwerbung

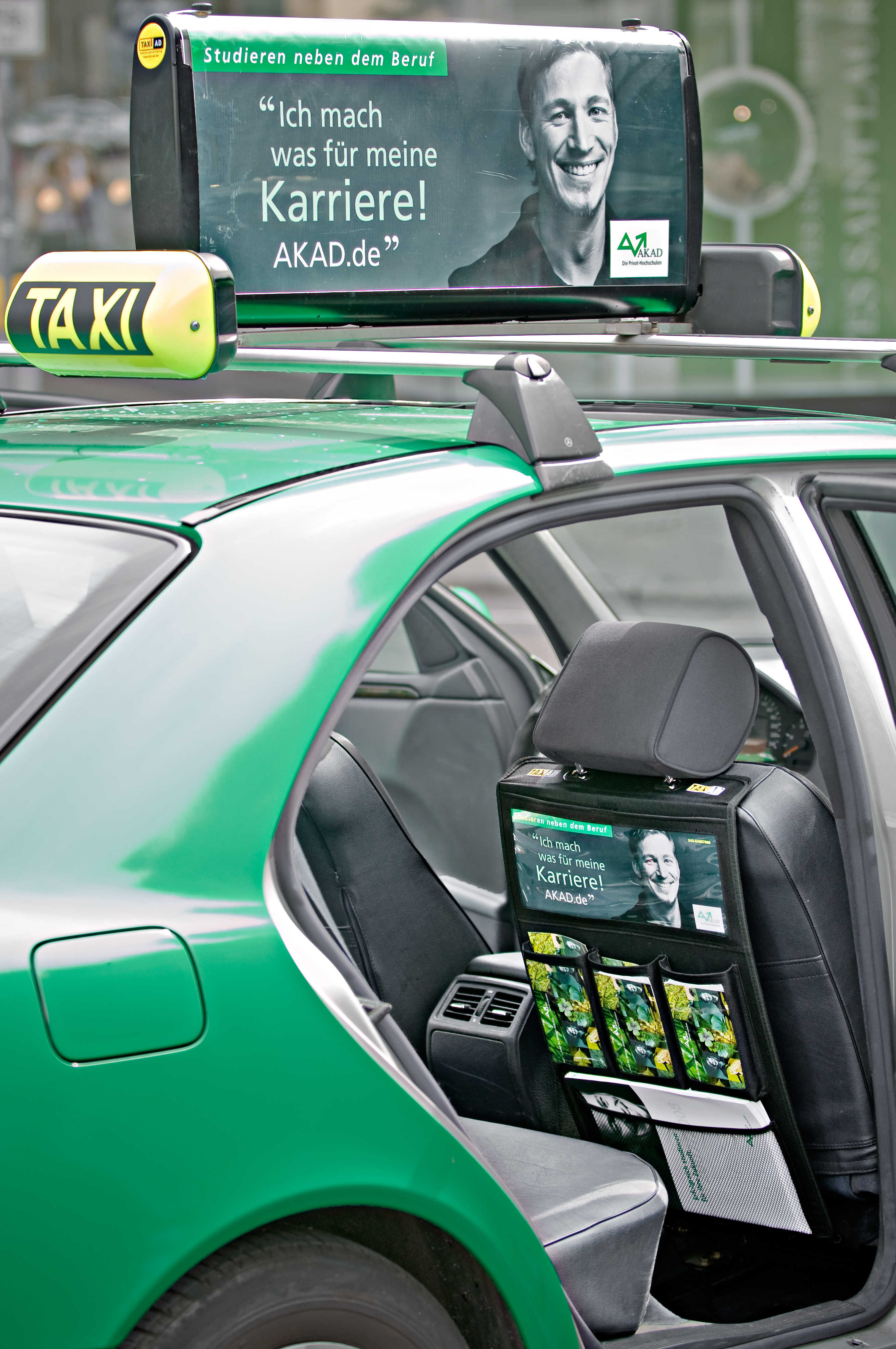
Totalbranding mit Innenraum (Flyerdispenser)

- Seitenwerbung: Seitenwerbung auf Taxis im klassischen, rechteckigen Format hat ungefähr die sichtbaren Maße 1600 × 300 mm. Verwendet wird hier meist selbstklebende non-perm-Folie. Alternative, meist größere Formate bedecken beispielsweise die kompletten vier Seitentürflächen unterhalb der Fenster oder in Kombination mit Fensterwerbung (s. u.) auch die hinteren Seitentüren ganzflächig.
- Dachwerbung: Je nach Anbieter verschiedene Modelle. In der Regel zweidimensionale Werbung bzw. Wechselplakate, mit seitlicher Sichtwirkung auf Kopfhöhe von Passanten angebracht. Von schlichten Papp-Aufbauten zu einem permanenten Aufbau ausgereifter Konstruktionen, deren Wechsel-Plakat nur noch bei Buchung eingelegt bzw. ausgetauscht werden muss. (s. a. Sonderformen)
- Innenraumwerbung: Flyer-Dispenser in verschiedenen Ausführungen. Gestaltung der Rückenlehnen. Vielseitig, auch dreidimensional gestaltbare Kopfstützenbezüge. Digitale Kopfstützenwerbung, Lose Auslage von Werbe- und Infomaterial.
- Fensterwerbung: Verwendung finden hier einseitig bedruckte Lochfolien, die durch ihre besondere Struktur verkehrssichere Durchsicht von innen gewähren. Diese Folien werden in der Regel auf die hinteren Seitenscheiben geklebt, als Einzelmotiv oder Teil einer Ganztür-Werbung mit Motivübergang auf die Türfläche (s. o.: Seitenwerbung).
- Totalbranding: Komplette Gestaltung (oder Branding) sämtlicher Werbeflächen auf und in Taxis nach Wunsch und Design des Werbekunden. In erster Linie: Freie Gestaltung der kompletten sichtbaren Außenfläche des Taxis. Technik und Material wie bei Seitenwerbung. Kombiniert je nach Kundenwunsch mit anderen Werbeformen wie Dach- und Innenraumwerbung. Zu bestimmten Aktionszeiten wie Messen oder Events wird die ‚normale’ Dienstleistung der komplettfolierten Taxis häufig gleich zusätzlich als Shuttle-Service für bestimmte Zielgruppen des Kunden gebucht.
- Sonderformen: Weitere denkbare Werbeformen haben sich bislang aus verschiedenen Gründen nicht flächendeckend durchgesetzt. Sonderangefertigte Dachkonstruktionen wie Puppen oder andere gegenständliche Werbeträger beispielsweise müssen im Einzelfall von TÜV oder DEKRA geprüft und behördlich genehmigt werden. Dies verursacht zusätzliche Kosten und erlaubt oft keine schnelle Umsetzung mit der nötigen Planungssicherheit. Weitere Sonderformen: Heckwerbung (Folierung der Fahrzeug-Heckklappe), Heckscheibenwerbung (austauschbare gelochte Stoffeinsätze für die Heckscheiben), statische Radscheiben, Deckenwerbung oder Dekorationselemente im Innenraum.

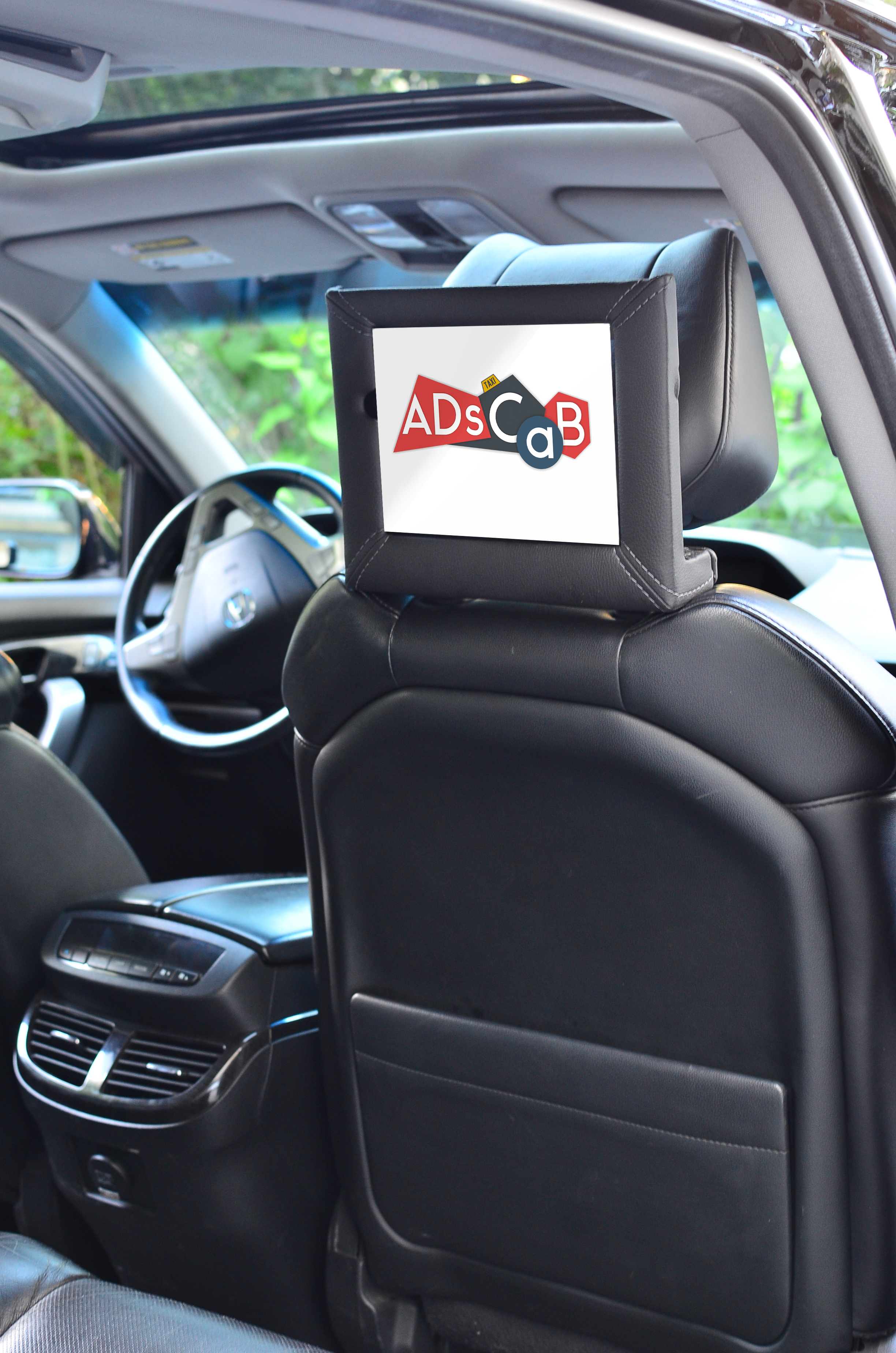
Videowerbung in Taxi